# Elise Ransonnet-Villez

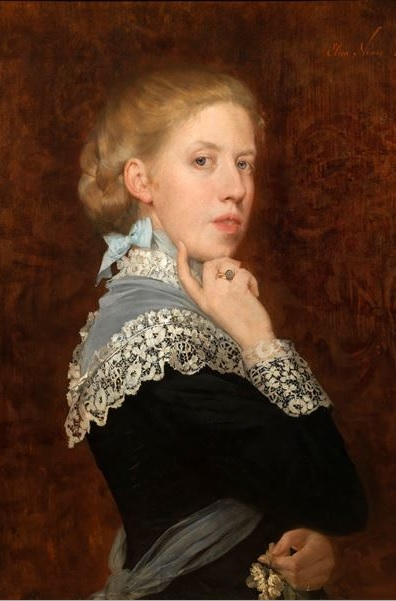
Elise Ransonnet-Villez, Autoritratto, (Collezione di autoritratti agli Uffizi)

Elise Ransonnet-Villez (Vienna, 8 ottobre 1843 – Bressanone, 25 ottobre 1899) è stata una pittrice e incisore austriaca.

## Biografia
Elise Ransonnet-Villez, conosciuta anche come Elza Nemes-Ransonnet, era allieva del pittore tedesco Franz von Lenbach e del pittore ungherese Heinrich von Angeli che erano celebri come ritrattisti e favorevolmente accolti alla corte imperiale d'Austria. Oltre ai ritratti, che eseguiva con tecnica sensibile e raffinata, a punta di pennello, Elise dipinse anche scene di genere, costruite con eleganza ed armonia e che erano apprezzate dai collezionisti.
Per la tecnica e l'arte incisoria, è stata allieva di William Uvger.

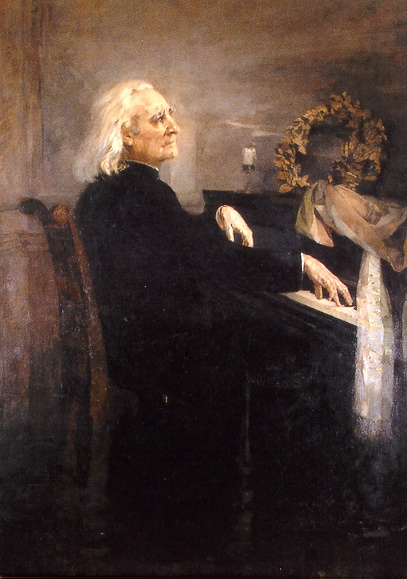
Elise Ransonnet-Villez, Liszt al pianoforte, 1879, Museo Franz Liszt, Budapest

Sue opere furono esposte a Vienna e a Monaco di Baviera, a partire dal 1876. Sposò il conte ungherese Nemes Nándorné. Fece lunghi soggiorni in Olanda, per studiare la grande pittura fiamminga e visitò l'Egitto. Nel 1879 dipinse un ritratto di Franz Liszt al pianoforte, che è la sua opera più nota.
Alla mostra retrospettiva, a Budapest, fu esposto il suo autoritratto che è conservato dal 1900 agli Uffizi, consegnato dagli eredi, per esaudire la sua volontà testamentaria.